# Warszawskie Zoo (album Flinta)
Warszawskie Zoo – album studyjny polskiego rapera Flinta. Wydawnictwo ukazało się 11 kwietnia 2012 roku nakładem wytwórni muzycznej Rapton Records we współpracy z Fonografiką. Album w całości wyprodukował SoulPete. Gościnnie na utworach z płyty można było usłyszeć raperów Dioxa, Ekonoma i Jana Wygę oraz wokalistów Tommy'ego i Filipa Rudanacja. W procesie twórczym brali oprócz tego udział DJ Kebs, DJ Ike, DJ DFC i DJ Tort. Album był promowany teledyskami do utworów „Gadam do głów” (ft. Ekonom), „Nie zatrzymasz mnie” oraz „Bazuka”.

## Lista utworów
| 1.  | „Nie zatrzymasz mnie” (ft. Tommy, DJ Kebs)                   | 3:41  |
|     |                                                              |       |
| 2.  | „Bazuka” (ft. DJ Tort)                                       | 3:56  |
|     |                                                              |       |
| 3.  | „N.P.W.D.” (ft. DJ Ike)                                      | 3:47  |
|     |                                                              |       |
| 4.  | „Przeloty” (ft. Diox)                                        | 4:55  |
|     |                                                              |       |
| 5.  | „Siódmy krąg”                                                | 3:29  |
|     |                                                              |       |
| 6.  | „Rap to polityka” (ft. Tommy, Filip Rudanacja)               | 3:57  |
|     |                                                              |       |
| 7.  | „Gadam do głów” (ft. Ekonom, DJ DFC)                         | 3:58  |
|     |                                                              |       |
| 8.  | „Dwie minuty” (ft. Tommy, DJ Kebs)                           | 3:30  |
|     |                                                              |       |
| 9.  | „Antyprzebój” (ft. DJ Kebs, Filip Rudanacja)                 | 3:47  |
|     |                                                              |       |
| 10. | „Koty dachowce” (ft. Wyga)                                   | 3:41  |
|     |                                                              |       |
| 11. | „To mógł być melanż roku”                                    | 2:32  |
|     |                                                              |       |
| 12. | „Nie martw się o mnie, chociaż inni przepadli” (ft. DJ Kebs) | 3:48  |
|     |                                                              |       |
| 13. | „Słońce czy deszcz”                                          | 4:35  |
|     | Opracowano na podstawie materiału źródłowego[6].             |       |
|     |                                                              | 49:36 |
|     |                                                              |       |